# エコー1型原子力潜水艦
エコーI型原子力潜水艦（エコーIがたげんしりょくせんすいかん、英語: Echo I class submarine）は、ソビエト連邦海軍・ロシア海軍が運用していた巡航ミサイル潜水艦の艦級に対して付与されたNATOコードネーム。ソ連海軍での正式名は659型潜水艦（ロシア語: Подводные лодки проекта 659）であった。艦種記号上は潜水巡洋艦である。
対地巡航ミサイルを主兵装とするソ連海軍唯一の巡航ミサイル原潜（SSGN）として5隻が建造されたが、戦略攻撃任務が潜水艦発射弾道ミサイル（SLBM）搭載艦へとその比重を移し、また巡航ミサイルの主任務が対艦攻撃に移行したことから、のちには核魚雷を主兵装とする攻撃原潜（SSN）として、659T型に改装された。

## 来歴
第二次世界大戦終結後の連合国によるドイツ占領期、ソ連はドイツから多くの技術を導入したが、その中にはV-1、Hs 293などの巡航ミサイル技術も含まれていた。ソ連では、戦中の1944年より、V-1をモデルとして、チェロメイ設計官によって巡航ミサイルの開発に着手していたが、ドイツからの技術導入によってこの研究はさらに進展した。そして1953年のRDS-6で水素爆弾保有に成功すると、弾道ミサイルよりも開発が進んでいて、軽量かつ安価な巡航ミサイルは、ソ連海軍にとって「絶対兵器」として捉えられるようになっていった。しかし当時の巡航ミサイルはまだ射程が短く、射点を目標の近くまで進出させる必要があったことから、隠密性の高い潜水艦は、ほぼ唯一のプラットフォームであった。
1956年8月26日、ソビエト連邦政府は「巡航ミサイル原潜の設計・建造」に関する極秘命令を発し、ソ連三大潜水艦設計局の一角であるルービン設計局（OKB-18）に対して、新型のP-5巡航ミサイルを搭載する原子力潜水艦の開発を依頼した。これによって開発されたのが本型である。

## 設計

本型のイメージ図。

本型の設計は、先行して開発された攻撃型原子力潜水艦である627型（ノヴェンバー型）をもとにしている。しかし主兵装であるP-5（SS-N-3「シャドック」）対地巡航ミサイル6発を搭載するため、大幅な改設計が加えられている。船体は全長・幅ともに拡大され、セイルも大型化したことで、排水量は20パーセント増大した。またミサイル発射の反動で艦首が海中に没することが無いよう、こちらも改設計された。これらの改設計により、32％の予備浮力が確保されたものとされている。
船型は在来通りの水中航走重視型、船体構造は複殻式、耐圧殻の素材はAK-25高張力鋼（耐力60kgf/mm2 / 588MPa）が採用されたが、これらはいずれも627型を踏襲したものであった。原子炉についてもVM-A型加圧水型原子炉2基、推進器は2軸と、627型と同様であった。
P-5D巡航ミサイルはブースターを装着した状態でコンテナに格納されて搭載されており、発射時には、45秒で15度の仰角をかけ、15-20秒で発射口のカバーを開放、4-5分後に最初のミサイルが発射される。通常、6発全弾発射には12分強の時間を要したが、斉射も可能だったとされている。また水中戦用の魚雷発射管は、艦首側には533mm口径のものが4門と400mm口径のものが2門、艦尾側には400mm口径のものが2門備えられていた。

## 配備
1957年には設計が完了し、1958年より建造が開始され、1961年から1963年にかけて5隻が順次に竣工した。これらはR-13（SS-N-4「サーク」）潜水艦発射弾道ミサイル搭載潜水艦（629型および658型）の補完戦力として、いずれも太平洋艦隊に配備され、ストレロック海軍基地において第26原潜師団を編成した。なお6隻目としてK-30も起工されたものの、対艦ミサイル型であるP-6「プログレス」（SS-N-3「シャドック」）の実用化とこれを搭載する675型（エコーII型）の開発完了により、建造中止された。
その後、潜水艦発射弾道ミサイル戦力が増勢し、また対艦ミサイルを重視するようにドクトリンが転換したこともあって、1966年には本型の主兵装であったP-5の運用は中止されてしまった。P-6対艦ミサイルを搭載するよう改修することも検討されたが、この装備転換はかなり大規模なものとなることが判明し、苦肉の策として、核魚雷装備の攻撃原潜としての659T型に改装されることとなった。これはP-5の装備を撤去し、かわって533mm魚雷の搭載数を16発に増大するものであった（400mm魚雷は8発に減少）。ただし本型はSSGNとして建造されたこともあり、隠密性および速力は限定的であったことから、アメリカ海軍空母機動部隊の行動阻止という任務を達成できたかは疑問視されている。